# جيل باوليستا
جيل باوليستا هو لاعب كرة قدم برازيلي في مركز الهجوم، ولد في 18 نوفمبر 1970 في ساو باولو في البرازيل. لعب مع جمعية بورتوغيزا الرياضية.